# Парижский сплин
«Парижский сплин» (фр. Le Spleen de Paris или Petits Poèmes en prose) — сборник из 50 коротких стихотворений в прозе Шарля Бодлера. Сборник был издан посмертно в 1869 году и связан с литературным модернизмом. Эти стихи не имеют определённого порядка, не имеют ни начала, ни конца, и их можно читать как мысли или рассказы в стиле потока сознания. Смысл стихотворений — «запечатлеть красоту жизни в современном городе», используя то, что Жан-Поль Сартр назвал экзистенциальным взглядом на окружающее.

## Основные идеи и темы

### Удовольствие
Тут раскрывается идея удовольствия как средства выражения эмоций. Многие из стихотворений явно относятся к сексу или греху (например, «спальня с двуспальной кроватью», «полусфера в волосах», «искушения»); другие используют тонкие образы, чтобы показать чувственность. Одержимость Бодлера удовольствием отражает его любовь к скандалу и порочности, а также его философию, согласно которой, стремясь к удовольствию, человек открывает своё подлинное «злое я».

### Трезвость и пьянство
Многие прозаические стихи Бодлера открыто пропагандируют пьянство и опьянение, например «будь пьян». Опьянение (или любое равное удовольствие, такое как творчество, секс и т. д.) создаёт эйфорию и безвременье, что позволяет преодолеть ограничения времени и по-настоящему жить «в моменте». В «Быть пьяным» говорящий приказывает читателю заняться чем-то опьяняющим: «вы должны быть пьяны всегда… Время сжимает ваши плечи и сгибает вас к Земле, вы должны быть пьяны без передышки».

### Художник/поэт
Тут понятия художника и поэта смешиваются. Бодлер рассматривал поэзию как форму искусства, и поэтому во многих стихах и прозе художник заменяет традиционного поэта или оратора. В «Желании изобразить» художник пытается изобразить свою прекрасную музу образами, так же как поэт пытается выразить свои эмоции языком. Отношения между художником и поэтом отражают потребность вызвать то или иное чувство или идею, и эта нить пронизывает практически каждое стихотворение в тексте.

### Женщины
Женщинами восхищаются и высмеивают. Некоторые стихи, такие как «Желание изобразить», отражают женскую силу и сексуальность в несколько положительной манере. Однако большая часть стихов в творчестве Бодлера унижает женщин как злых, безвкусных и холодных.

### Смерть и время
Во многих прозаических стихах Бодлера преобладает понятие времени, как правило, оно отрицательное. Спикер в Парижском сплине боится течения времени и собственной смертности. В результате опьянение, женщины, удовольствие и писательство-все это формы бегства из этого неизбежного ада.

### Религия/добро против зла
Многие стихи включают центральную тему религии или отношения между добром и злом в человеческой природе. «Пирог», в центре которого моральная борьба с вопросом о том, являются ли люди по своей природе добром или злом, выделяется как особенно важное стихотворение в коллекции.

## Переводы на русский язык
- Шарль Бодлер. Стихотворения в прозе. Пер. с фр. под ред. Л. Гуревич и С. Парнок; Со вступ. ст. Л. Гуревич. СПб, Посев, 1909
- Шарль Бодлер. Маленькие поэмы в прозе. Парижский сплин. Пер. Эллиса М. Высшая школа, 1993
- Шарль Бодлер. Стихотворения в прозе (Парижский сплин). Фанфарло. Дневники // Пер. Е. В. Баевской. — СПб.: Наука, 2011
- Шарль Бодлер. Стихотворения в прозе. Парижский сплин. 7 стихотв. Пер. Н. Голубенцева / Алоизиюс Бертран. Гаспар из тьмы. (Серия Литературные памятники). М. Наука, 1981. С.147-162
- Парижский сплин (полный текст). Пер. Н.Стрижевской //  Versии. Французская поэзия в переводах Натальи Стрижевской — М. Дом-музей Марины Цветаевой, 2008. С.63-177
- В. Ходасевич. 13 стихотворений из Парижского сплина // Шарль Бодлер Цветы зла. Обломки Парижский сплин..-М. Рипол Классик, 1997